# Moule (outil)
Pour les articles homonymes, voir Moule.

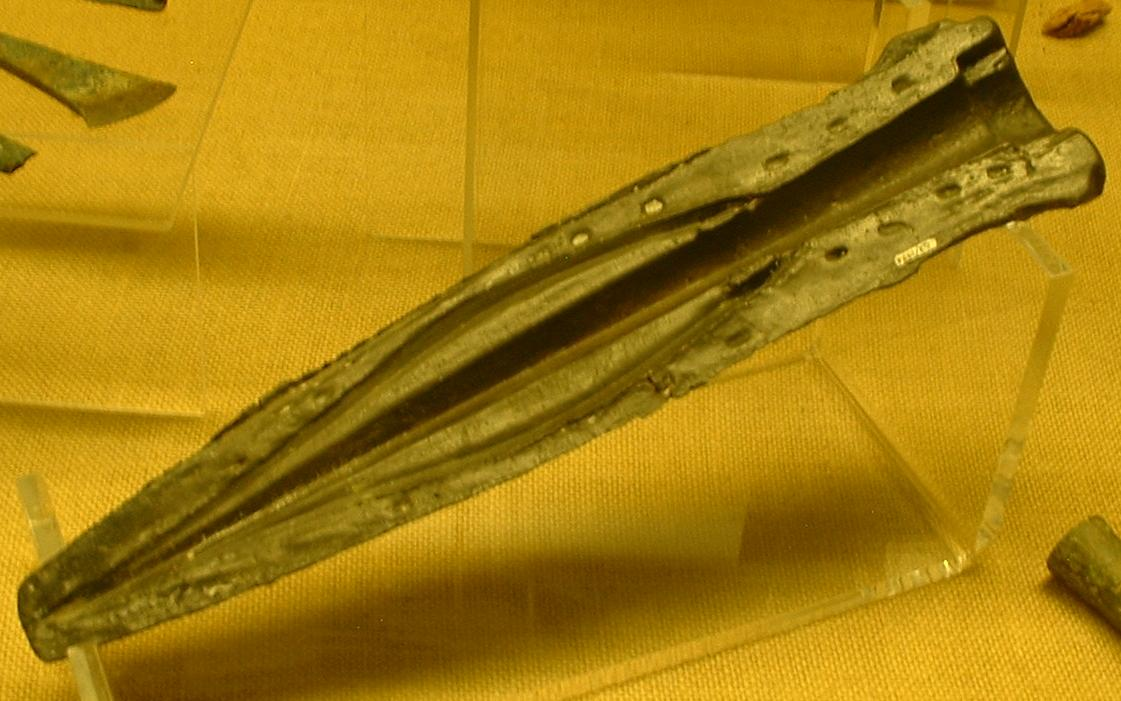
Demi-moule en bronze pour couler les pointes de lance, 1400-1000 av. J.-C.

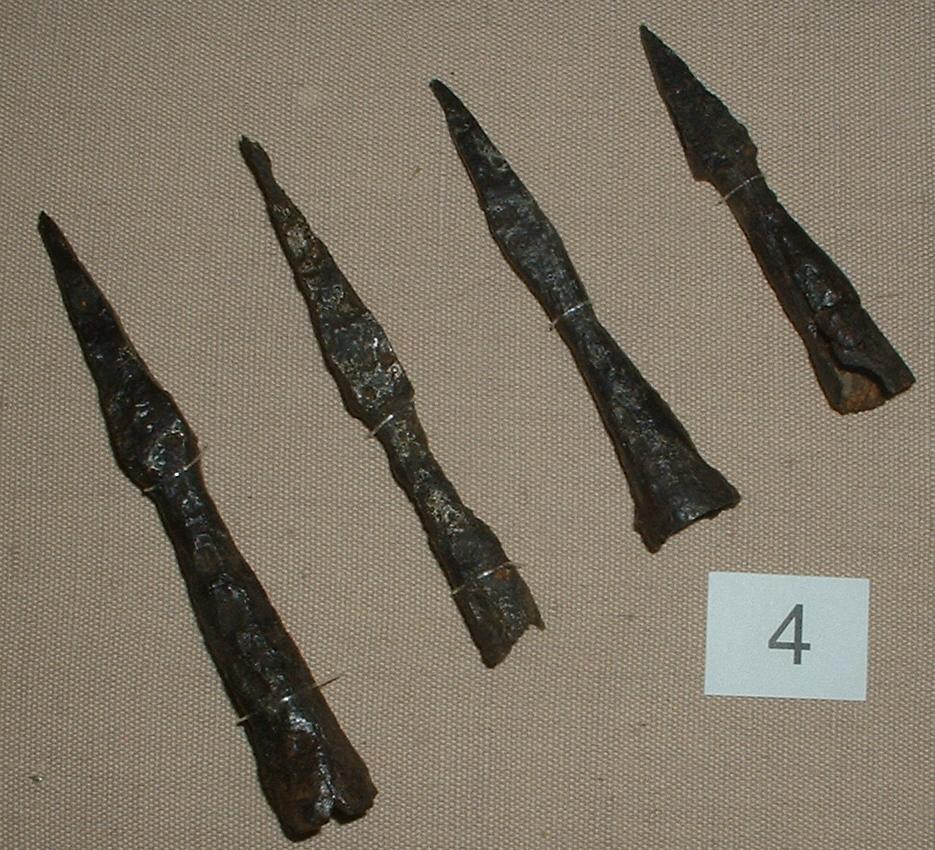
Pointes de lance en bronze.

Un moule est un élément servant à la fabrication d'autres éléments par les techniques de moulage.

## Histoire
Depuis la plus haute Antiquité, les moules étaient utilisés pour obtenir des objets par coulée de métal en fusion, que cela soit l’or et l’argent  pour les bijoux ou le bronze (alliage de cuivre et étain) pour les armes et les outils, puis le fer pour fabrication d’objets en acier et en fonte.
Des moules en terre cuite sont aussi utilisés pour fabriquer la partie décorée de poteries (la partie lisse étant fabriquée au tour), notamment pour les sigillées.

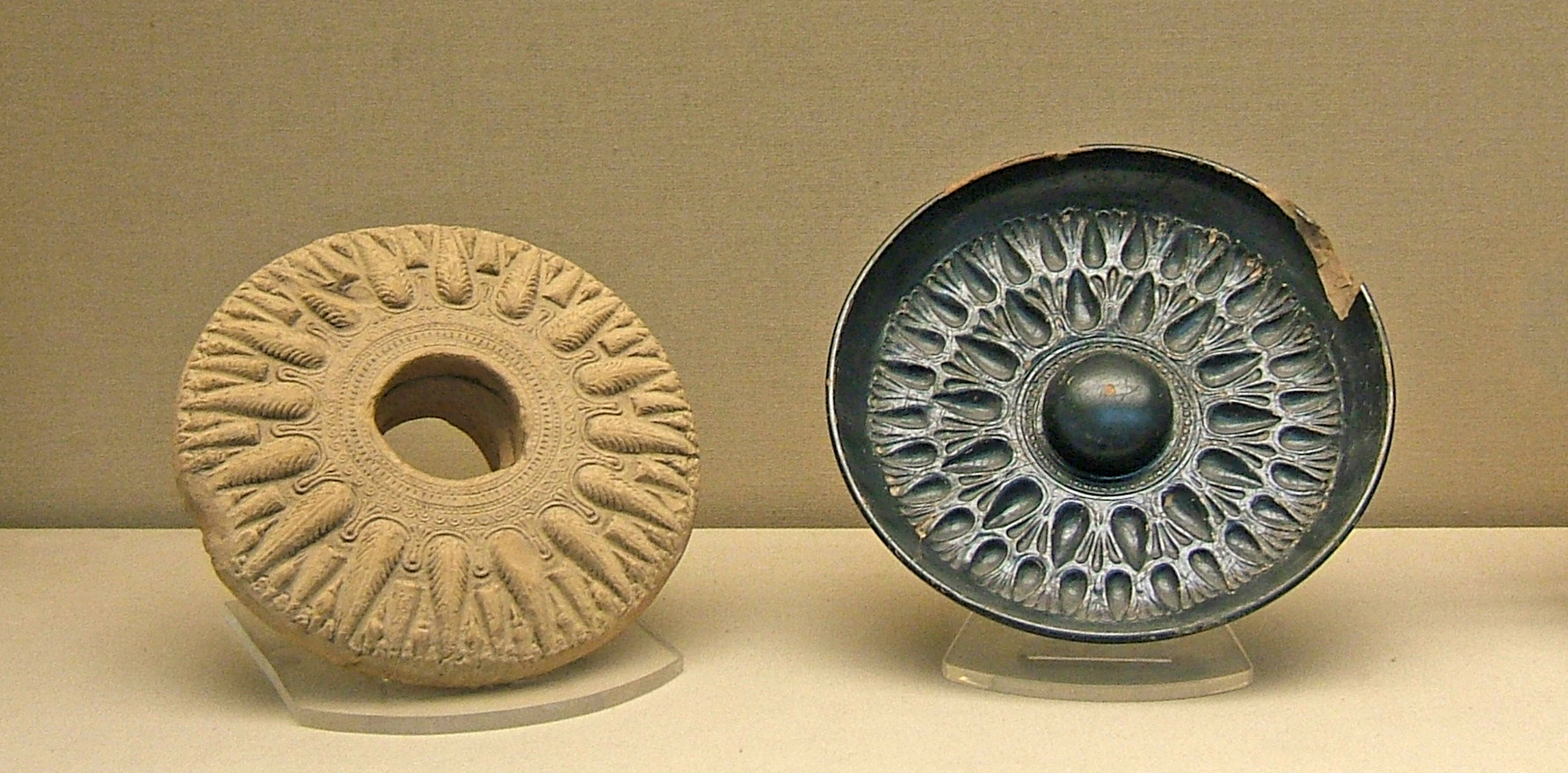
Moule et phiale campaniens

## Principe
Le moule représente en creux la forme de l'objet que l'on désire obtenir. On y coule un matériau sous forme liquide, puis on attend que ce matériau refroidisse (pour les métaux) ou sèche (pour l'argile) et passe à l’état solide. 
Pour les objets en métal, le moule est constitué  d’un matériau qui varie en fonction de l’objet à obtenir, de sa complexité, du métal coulé, du nombre d’exemplaires désirés et de son prix de revient.
En poterie, les moules sont utilisés pour réaliser la partie décorée d'une pièce : on place le moule sur un tour et on applique l'argile contre l'intérieur du moule en faisant tourner ce dernier. La ou les partie/s lisse/s de la pièce est/sont montée/s directement au tour ; les différentes parties sont ensuite réunies en les collant les unes aux autres à la barbotine.

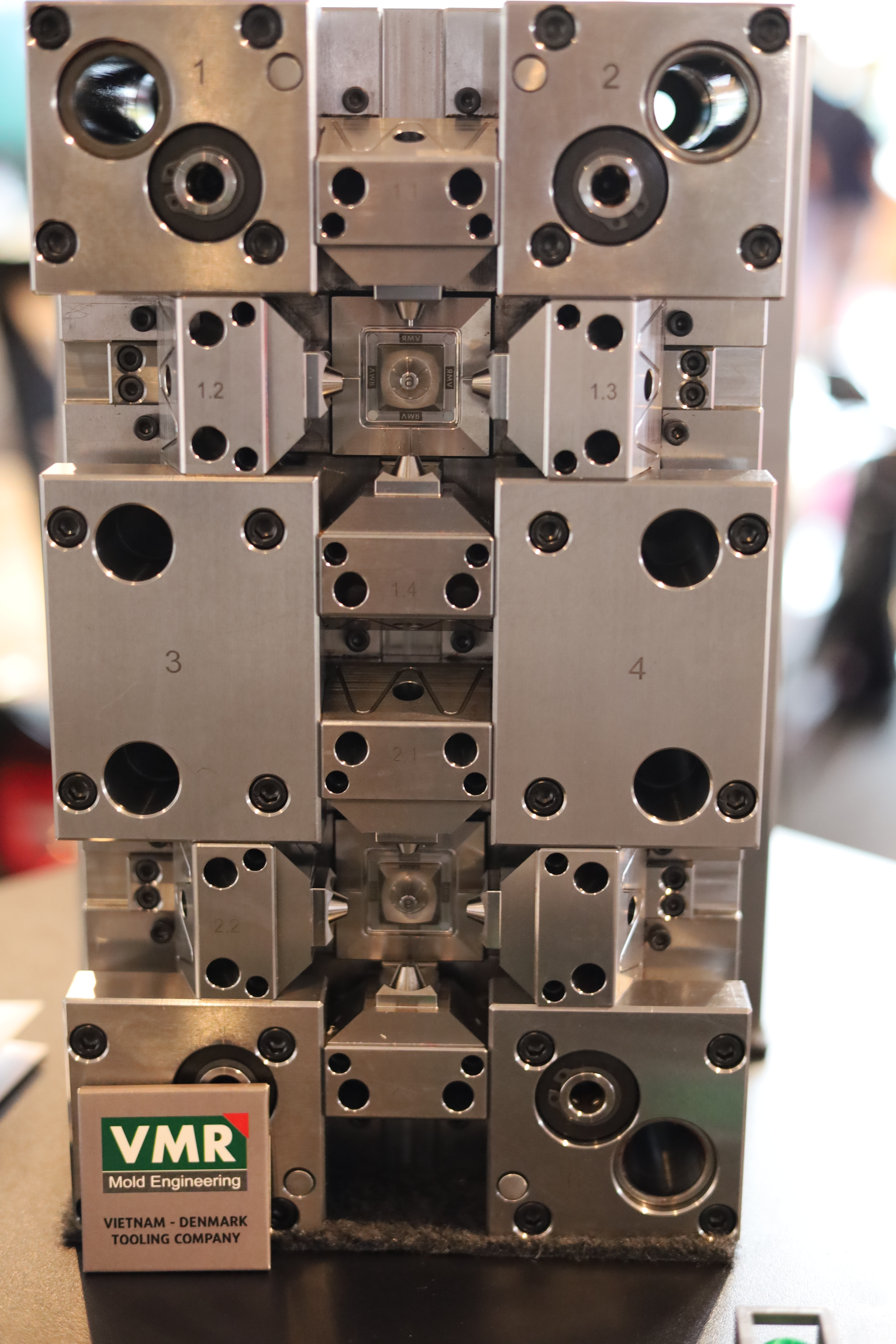
Moule pour injection plastique (2 cavités)

### Le modèle ou poinçon
Aussi appelé outillage ou plaque modèle en fonderie, le modèle est la forme qui laisse son empreinte dans un moule et que l’on doit obtenir en relief après coulée. Le modèle sert aussi au moulage de noyaux qui correspondent, après coulée, aux parties creuses de la pièce finie.
En poterie, la pièce qui imprime les moules en creux pour fabriquer les décors est appelée un poinçon.

## Types de moule
- Moule en sable, ne sert qu’une fois. Pour toute forme de fabrication (unitaire ou grande série), dans toutes les matières.
- Moule métallique, cher à réaliser et à entretenir, pour la fabrication en grande série de pièces en alliages légers (aluminium, zamak, plastique).
- Moule souple (caoutchouc, latex, silicone), surtout utilisé en fonderie d’art pour la reproduction fidèle d’objet à réaliser sans fusion ou pour prendre une empreinte.
- Moule en terre cuite, pour la fabrication de poteries ou céramiques à décor moulé (notamment les sigillées).
- Moule en bois comme le moule à beurre ou pour la fabrication de briques
- Moule, ustensile de cuisine.
- Le moule rapide est une technique de fabrication de moules qui combine des processus traditionnels tels que l'impression 3D, le traitement CNC ou la pulvérisation à l'arc pour répondre à la réponse rapide de la société moderne au marché.

## Fabrication d’un moule sable
- Moule standard en sable à joint horizontal :
  - Le châssis inférieur (2) est rempli de sable, puis compressé par la plaque modèle face externe (1),
  - Le châssis supérieur (4), posé sur la plaque modèle face interne (5), est rempli de sable pressé par la plaque (3),
  - La plaque (3) est retirée, dépose d’un noyau dans la partie inférieure du moule, puis le châssis (4) est positionné sur le châssis (2), centré par les goujons. Le moule ainsi formé peu recevoir le métal en fusion,
  - Après décochage, la pièce (8) est débarrassée des masselottes (7) et peut rejoindre le parachèvement.

- Moule standard en sable à joint vertical :
  - Pas de châssis, le moule est composé de deux mottes de sable pressées dans une chambre étanche, entre deux plaques modèle ; c’est le principe du moulage en sable humide par le procédé Disamatic.

- Moule en sable + résines + catalyseur : les moules ou coquilles sont réalisés sur des machines qui utilisent un sable, qui une fois injecté entre deux plaques modèle, est solidifié par divers systèmes :
  - Le sable durci par la chaleur des plaques modèle, c’est le procédé boîte chaude ou le procédé Croning,
  - Le sable durci par l’action d’un gaz ; c’est le procédé Ashland.

## Fabrication d’un moule métallique
- Domaine de la fonderie : le moule métallique, mis à part la matière, ressemble au moule sable. La grande complexité réside en son prix et il doit être réservé à la fabrication de moyenne et grande série. Son fonctionnement nécessite l’emploi d’une presse à injecter, d’un système de refroidissement du moule très contrôlé pour éviter les chocs thermiques, d’un système d’alimentation en métal en fusion et d’un système d’extraction de la pièce coulée.

Le moule par lui-même est réalisé dans un acier spécial, sur des machines à reproduire, soit par pantographe en travail manuel, soit par reproduction par rapport à un modèle, soit par commandes numériques par rapport à un dessin numérisé.
- Autres domaines :
  - Dans l'industrie de la verrerie, les moules métalliques sont utilisés pour la fabrication d'objets courants en verre soufflé tel que : bouteilles, verres et objets d'art.
  - Dans l'industrie des matières plastiques : les moules sont employés sur les machines à injecter pour la fabrication de divers objets de la vie courante.

## Fabrication d’un moule souple
Plus spécialement utilisé dans la fonderie d'art, le moule souple est le moins onéreux et concerne des pièces à reproduire pouvant présenter une très grande complexité de formes.
La technique la plus connue est celle de la cire perdue, son utilisation est courante pour la réalisation et la copie d'objet ancien (bronze d'art).